# Ларсен, Дон
Дональд Джеймс «Дон» Ларсен (англ. Donald James Larsen, 7 августа 1929, Мичиган-Сити, Индиана — 1 января 2020, Хейден, Айдахо) — американский бейсболист , питчер, выступавший в MLB на протяжении пятнадцати сезонов. Двукратный победитель Мировой серии в составе «Нью-Йорк Янкис». Самый ценный игрок Мировой серии 1956 года, обладатель Награды Бейба Рута того же сезона. Автор шестой совершенной игры в истории МЛБ и единственной совершенной игры в Мировой серии. Автор одного из двух ноу-хиттеров в истории плей-офф Главной лиги бейсбола.

## Биография

### Ранние годы
Родился в Мичиган-Сити, Индиана, в семье Шарлотты и Джеймса Ларсенов. В 1944 году вместе с семьёй переехал в Калифорнию. Его мать работала экономкой, а отец продавцом в универмаге. Учился в старшей школе Пойнт-Лома в Сан-Диего. Выступал за школьную команду по баскетболу и входил в символическую сборную конференции. Играл и за бейсбольную команду в качестве питчера, но тренер говорил Дону, что он имеет больше перспектив в качестве отбивающего. Тем не менее, юноша стремился стать именно питчером и одновременно с учёбой играл за местную команду «Америкэн Легион». Там его заметил скаут «Сент-Луис Браунс» Арт Шварц.
После окончания школы, в 1947 году, Ларсен подписал контракт на выступления за одну из дочерних команд «Браунс» в младших лигах. В то время у него также было несколько предложений от колледжей, которые предлагали ему играть за них в баскетбол, но Дон отказался, сказав что учёба ему неинтересна.

### Младшие лиги
Спустя несколько недель Ларсен дебютировал в профессиональном бейсболе в составе «Абердин Фэзентс» из Южной Дакоты. В чемпионате Северной лиги 1947 года он провёл 16 матчей, одержав в них 4 победы при 3-х поражениях. В 1948 году Ларсен сыграл в 34-х матчах с показателем ERA 3,75.
В 1949 году он перешёл в «Спрингфилд Браунс», которые выступали в лиге уровнем выше. Там он получил травму руки и два сезона вслед за этим не смог показывать качественную игру.
В 1951 году его призвали в армию. В то время началась Война в Корее, но Ларсен на фронт не попал. Во время службы он играл за армейскую команду на Гавайях. После демобилизации в 1953 году он сразу попал в основной состав «Сент-Луис Браунс».

### Начало карьеры в MLB
В Главной лиге бейсбола Ларсен дебютировал 18 апреля 1953 года в матче против «Детройт Тайгерс». К концу года он закрепил за собой статус одного из самых перспективных игроков команды. В «Браунс» также оценили его способности бьющего и время от времени он выходил на поле в качестве пинч-хиттера. Свой первый сезон Ларсен завершил с 7-ю победами при 12-ти поражениях и показателем ERA 4,16. Также он отметился тремя хоум-ранами.

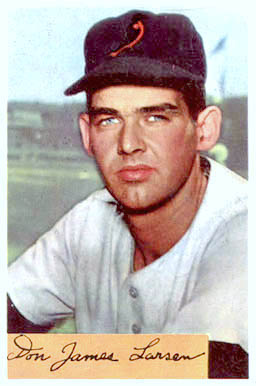
Ларсен в составе «Ориолс», 1954 год

Перед стартом чемпионата 1954 года «Браунс» переехали из Сент-Луиса в Балтимор и сменили название на «Ориолс». Для Ларсена этот сезон стал провальным. Он одержал всего 3 победы и потерпел 21 поражение — больше всех в Лиге. При этом очень плохо выступила и команда, проигравшая сто матчей регулярного чемпионата. Две из трёх побед пришлись на матчи против «Нью-Йорк Янкис».
18 ноября 1954 года Ларсен вместе с партнёром по команде Бобом Тёрли был обменян в «Янкис». Генеральный менеджер нью-йоркцев Джордж Вайсс назвал обоих игроков самыми быстрыми праворукими питчерами в Лиге. В 1954 году «Янкис» выиграли 103 матча чемпионата, но остались вторыми вслед за «Кливленд Индианс». Одной из причин этого стал спад в игре «Большой тройки» питчеров нью-йоркской команды, блиставшей в 1940—1950-х годах — Вика Раски, Эда Лопата и Элли Рейнольдса. Все они по завершении сезона покинули состав команды. Ларсен был включён в сделку с «Ориолс» по настоянию тренера «Янкис» Кейси Стенгела, который был впечатлён игрой питчера против его команды.

### Нью-Йорк Янкис
Во время предсезонных игр перед стартом чемпионата 1955 года Ларсен сообщил клубу, что повредил плечо и не может играть в полную силу. После этого он был отправлен в состав команды «Денвер Берс». За медведей он играл в течение первых четырёх месяцев чемпионата. За «Янкис» в 1955 году Ларсен провёл 19 матчей со средней пропускаемостью 3,07. Команда дошла до Мировой серии, в которой в семи матчах уступила «Бруклин Доджерс». Ларсен вышел стартовым питчером на четвёртую игру серии, пропустил пять очков и был заменён в пятом иннинге.
Ещё одним талантом Ларсена была его способность нравиться людям. После матчей он часто посещал клубы. Его партнёр по команде Микки Мэнтл говорил, что Ларсен был величайшим пьяницей из всех кого он знал. Весной 1956 года во время предсезонной подготовки в Сент-Питерсберге он возвращался из клуба и уснул за рулём, лишь чудом избежав серьёзных травм.
Несмотря на проблемы с режимом, сезон 1956 года стал для Ларсена лучшим в карьере. По ходу регулярного чемпионата Стенгел использовал универсальность питчера, выпуская его и в стартовом составе и на замену. За сезон он провёл 38 игр с хорошим показателем ERA 3,26. «Янкис» заняли первое место в Лиге и в Мировой серии вновь должны были встретиться с «Доджерс».
Ларсен вышел на поле во второй игре серии, которая стала для него провальной. Он сделал четыре бейс-он-болла и пропустил четыре очка после чего был заменён. «Доджерс» выиграли матч со счётом 13:8 и повели в серии 2:0.
Он думал, что уже не выйдет на поле в играх серии, но «Янкис» выиграли два следующих матча серии на своём поле и сравняли счёт. Ларсену предстояло сыграть в пятом матче. 8 октября 1956 года на поле «Янки стэдиум» в присутствии 61 519 зрителей Дон Ларсен сыграл совершенную игру и сделал первый в истории ноу-хиттер в матчах Мировой серии.
По ходу матча Ларсен отправил в аут 27 отбивающих «Доджерс», включая будущих членов Зала славы — Роя Кампанеллу, Пи Ви Риза, Джеки Робинсона и Дюка Снайдера. Во втором иннинге Робинсон был близок к тому, чтобы сделать хит. Его граунд-бол отскочил от перчатки третьего бейсмена «Янкис», но отлетел к шортстопу команды Гилу Макдугалду, успевшему отдать передачу на первую базу. В четвёртом иннинге хоум-ран Мэнтла вывел нью-йоркскую команду вперёд. В следующем иннинге Гил Ходжес отправил мяч в левую часть аутфилда, где его выловил Мэнтл. На нынешнем стадион «Янкис» этот удар стал бы хоум-раном. Последним оппонентом Ларсена стал Дейл Митчелл, получивший страйк-аут. Решающая подача стала 97-й по счёту в матче. По итогам сезона Ларсен получил призы Самому ценному игроку Мировой серии и Награду Бейба Рута, вручаемую лучшему игроку плей-офф. Ещё одним заметным достижением Ларсена в 1956 году стал гранд-слэм хоум-ран, сделанный в игре против «Бостон Ред Сокс» 22 апреля.
Регулярный чемпионат 1957 года Ларсен также провёл уверенно — 10 побед при 4-х поражениях и показатель ERA 3,74. Янкис снова дошли до игр Мировой серии, в которой уступили «Милуоки Брэйвз» в семи матчах. В решающей игре серии Ларсен вышел стартовым питчером, пропустил три очка и был заменён. Спустя месяц после окончания сезона Дон развёлся со своей женой Вивиан, с которой состоял в браке с 1955 года. В декабре он женился на Коринн Брюсс.
В 1958 году Ларсен второй раз стал победителем Мировой серии. Соперником по решающим матчам вновь стали Брэйвз. В третьей игре серии он отыграл семь иннингов без пропущенных очков и записал на свой счёт победу. Вышел Ларсен в старте и на седьмой матч, определявший чемпиона. В первом иннинге он пропустил в дом Реда Шейндинста, после чего «Брэйвз» повели в счёте. В третьем иннинге на питчерской горке Ларсена сменил Боб Тёрли. «Янкис» довели матч до победы со счётом 6:2.
1959 год стал для Ларсена последним в составе Нью-Йорк Янкис. Он сыграл 25 матчей за клуб, одержал 6 побед и потерпел 7 поражений. 11 декабря он был обменян в «Канзас-Сити Атлетикс».

### Закат карьеры
В июле 1960 года «Атлетикс» отправили Ларсена в фарм-клуб. 10 июня 1961 года его обменяли в «Чикаго Уайт Сокс». Сыграв в 25-ти матчах он одержал 7 побед. После окончания чемпионата вместе с Билли Пирсом Дона обменяли в «Сан-Франциско Джайентс». В новой команде он выполнял функции реливера, сделав 11 сэйвов. «Джаейнтс» выиграли Национальную лигу. В Мировой серии соперником его команды стали «Янкис». Ларсен выиграл четвёртую игру серии, но победу после семи матчей отпраздновали нью-йоркцы.
В 1964 году Ларсена продали в «Хьюстон Кольтс 45», в том же году его избрали в Зал чемпионов Сан-Диего. Годом позже в результате обмена он попал в «Балтимор Ориолс». Завершилась карьера Ларсена тремя матчами за «Чикаго Кабс» в 1967 году.

### После бейсбола
После ухода из спорта Ларсен на протяжении двадцати четырёх лет работал в бумажной компании в Сан-Хосе. Затем переехал в Кер-д’Ален, Айдахо.
Дон Ларсен скончался 1 января 2020 года от рака пищевода в возрасте 90 лет.